# Cyclosorus cyatheoides
Cyclosorus cyatheoides är en kärrbräkenväxtart som först beskrevs av Georg Friedrich Kaulfuss och som fick sitt nu gällande namn av Oliver Atkins Farwell.
Cyclosorus cyatheoides ingår i släktet Cyclosorus och familjen Thelypteridaceae. Inga underarter finns listade i Catalogue of Life.